# Libythea geoffroy
Espèce

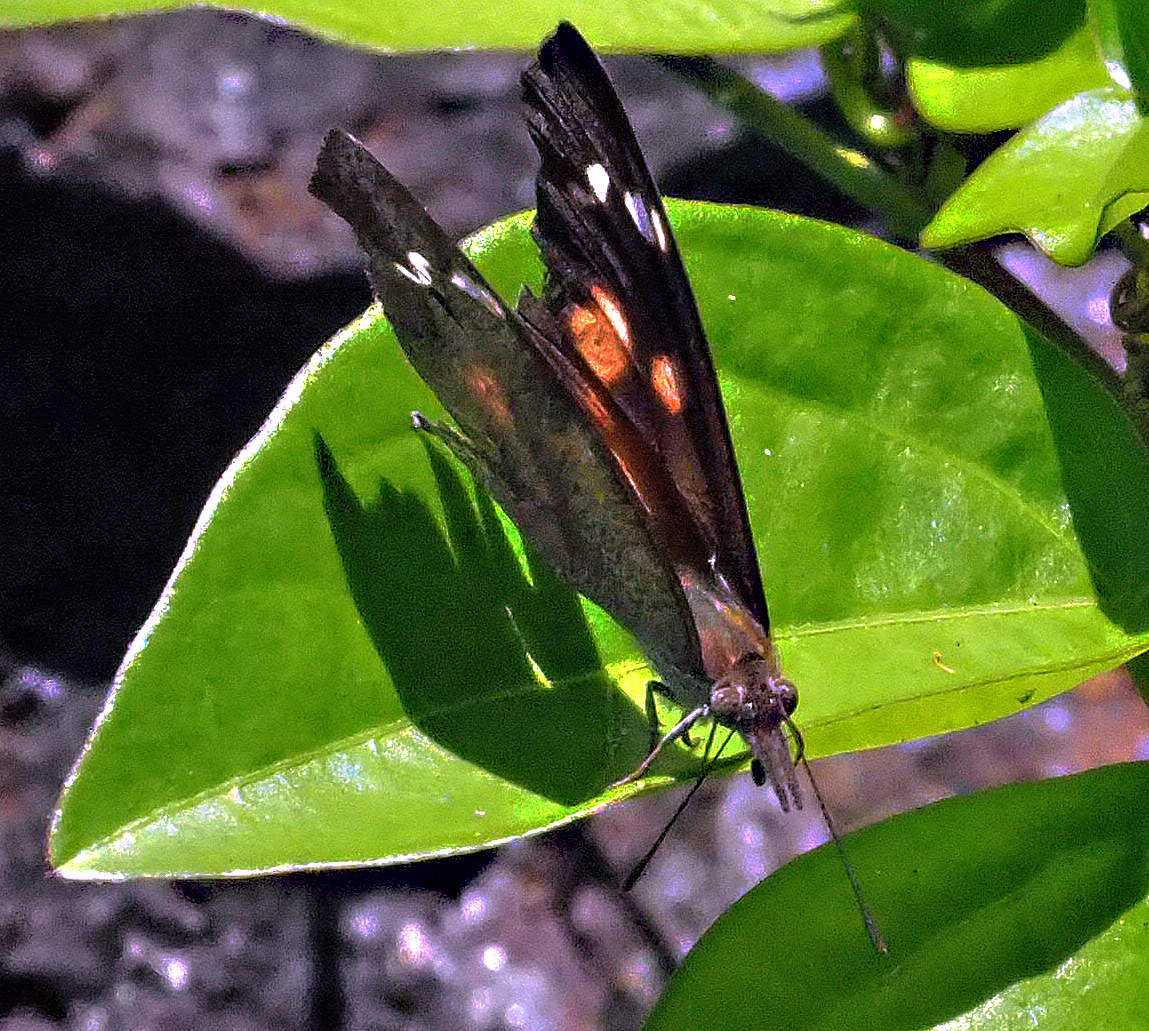
Libythea geoffroy antipoda femelle posée

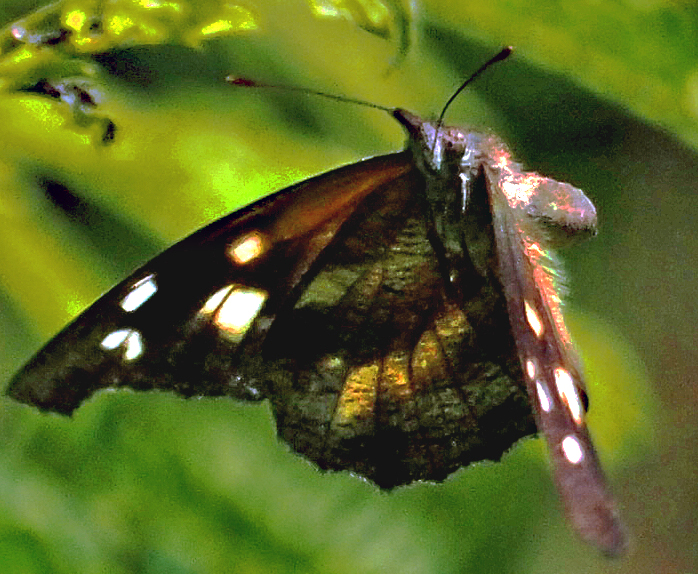
Libythea geoffroy antipoda femelle en vol

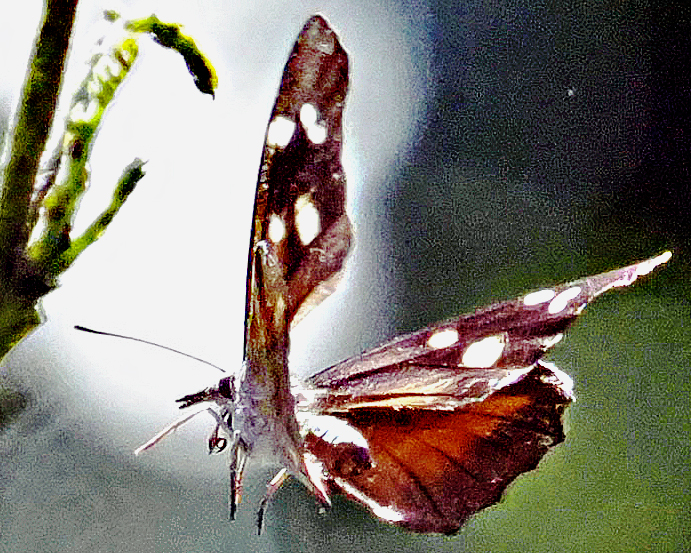
Libythea geoffroy antipoda femelle en vol Nouvelle Calédonie

Libythea geoffroy ou Échancré de Godart est une espèce d'insectes lépidoptères (papillons) qui appartient à la famille des Nymphalidae, à la sous-famille des Libytheinae et au genre Libythea.

## Dénomination
Libythea geoffroy a été nommé  par Godart en 1824.

### Noms vernaculaires
Libythea geoffroy se nomme en anglais Purple Beak et Libythea geoffroy genia Australian Beak.

### Sous-espèces
- Libythea geoffroy geoffroy

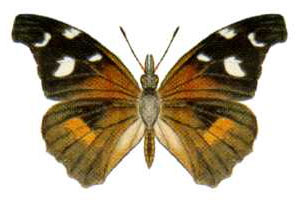
Libythea geoffroy genia femelle

- Libythea geoffroy alompra Moore, [1901]
- Libythea geoffroy antipoda (Boisduval 1859) ; en Nouvelle-Calédonie
- Libythea geoffroy batchiana Wallace
- Libythea geoffroy celebensis Staudinger
- Libythea geoffroy ceramensis Wallace
- Libythea geoffroy eugenia Fruhstorfer, 1909
- Libythea geoffroy genia Waterhouse, 1938 dans le nord-ouest de l'Australie.
- Libythea geoffroy howarthi Peterson
- Libythea geoffroy maenia Fruhstorfer, 1909
- Libythea geoffroy nicevillei Olliff, 1891 ; en Australie dans le Queensland.
- Libythea geoffroy orientalis Godart
- Libythea geoffroy pulchra Butler
- Libythea geoffroy sumbensis Pagenstecher[1].

## Description
Ce papillon a une envergure moyenne de 5 à 5,5 cm. Il présente un dimorphisme sexuel le dessus des ailes antérieures du mâle est bleu violacé entourées d'une large bordure brun clair et le dessus des ailes postérieures brun clair avec une partie basale un peu suffusée de bleu violacé La femelle est brun clair avec une partie basale orange. Mâle et femelle présentent des taches blanches surtout au revers.
C'est un insecte diurne.

### Chenille
Les chenilles sont vertes marquées de jaune.

## Biologie

### Plantes hôtes
Les plantes hôte de sa chenille sont des Celtis, Celtis paniculata et Celtis philippinensis,.

## Écologie et distribution
Libythea geoffroy est présent dans le sud de l'Asie Birmanie, Thaïlande, Philippines  et en Océanie jusqu'en Australie.
C'est Libythea geoffroy antipoda (Boisduval 1859) qui est présent en Nouvelle-Calédonie, à Grande-Terre e aux iles Loyauté.

### Protection
Pas de statut de protection particulier.